# North Shore (Virgínia)
North Shore é uma Região censo-designada localizada no estado norte-americano de Virginia, no Condado de Franklin.

## Demografia
Segundo o censo norte-americano de 2000, a sua população era de 2112 habitantes.

## Geografia
De acordo com o United States Census Bureau tem uma área de
52,1 km², dos quais 35,4 km² cobertos por terra e 16,7 km² cobertos por água.

## Localidades na vizinhança
O diagrama seguinte representa as localidades num raio de 28 km ao redor de North Shore.